# Степове (селище, Золотоніський район)
Степове (до 18 лютого 2016 — Петровського) — селище в Україні, у Золотоніському районі Черкаської області, підпорядковане Вознесенській сільській громаді. Населення — 5 чоловіка.
До 2016 року селище Степове носило назву Петровського.